# Tauchiridea
Tauchiridea är ett släkte av insekter. Tauchiridea ingår i familjen gräshoppor.
Kladogram enligt Catalogue of Life:
| Tauchiridea | \| \| Tauchiridea adusta \| \| \| \| \| \| Tauchiridea pykai \| \| \| \| |
|             | \| \| Tauchiridea adusta \| \| \| \| \| \| Tauchiridea pykai \| \| \| \| |
|             | Tauchiridea adusta                                                       |
|             |                                                                          |
|             | Tauchiridea pykai                                                        |
|             |                                                                          |